# Wilfried Gehl
Wilfried Gehl (* 14. April 1929 in Hermeskeil; † 12. Mai 2017 in Weinheim) war ein deutscher Ingenieur der Elektrotechnik.

## Leben
Wilfried Gehl wurde als dritter Sohn eines Lehrers geboren. Einer seiner beiden Brüder war der Stahlmanager Hermann Gehl. Zudem hatte er noch eine jüngere Schwester. Aufgewachsen in Großlittgen erlangte er am Gymnasium in Wittlich das Abitur. Zum Studium der Elektrotechnik ging er an die RWTH Aachen, wo er 1951 im Corps Delta aktiv wurde. Am 3. Dezember 1952 gehörte er zu den Rekonstitutionscorpsburschen des Corps Saxonia-Berlin in Aachen. Nach Abschluss des Studiums als Diplom-Ingenieur der Elektrotechnik mit Schwerpunkt Hochfrequenztechnik ging er zur BBC in Mannheim-Käfertal. Eher zufällig lernte er dort Ludwig Fuchs und Walter Pepperl, die Gesellschafter von Pepperl+Fuchs, kennen, da er in Mannheim-Sandhofen zusammen mit seiner Ehefrau Gisela eine Wohnung in einem Mehrfamilienhaus von Pepperl+Fuchs bezogen hatte.
Im Jahr 1957 entwickelte er als freier Mitarbeiter von Pepperl+Fuchs den Transduktor und nach kurzer Zeit 1958 den ersten induktiven Näherungsschalter mit der Bezeichnung „Induktiver Schlitzsensor SI 2,5“, womit sich die Position von Objekten erstmals berührungslos und verschleißfrei bestimmen ließ. Gehl betrieb anschließend seine eigene Firma für Messtechnik, arbeitete aber bis zu seinem Ruhestand mit Pepperl+Fuchs zusammen, insbesondere auf den Gebieten der berührungslosen Schalter und fehlersicheren Schalteinrichtungen.

## Würdigung
In der Kurpfälzer Meile der Innovationen vor dem Mannheimer Schloss erinnert seit dem 17. Juli 2018 eine Bronzeplatte an Wilfried Gehls bahnbrechende Erfindung des induktiven Näherungsschalters.

## Patente
- Anordnung zur Umformung mechanischer Größen in eine entsprechende elektrische Größe, Patent  DE1961P0026549, zusammen mit Walter Pepperl.
- Anordnung zur kontaktlosen Erzeugung von Schaltimpulsen oder Steuerbefehlen innerhalb einer Regel- oder Steueranlage oder dergleichen, Patent DE19611423788, zusammen mit Walter Pepperl.
- Kontakt- und berührungslos arbeitende Schaltvorrichtung, Patent DE1967P0043102.
- Elektromagnetische Schaltvorrichtung, Patent DE19752558344.
- Temperature monitoring arrangement for a moving component, Patent US4197742A, zusammen mit Bernd-Rainer Freiberg, Jürgen Liebe, Horst Muschelknautz.
- Schalteinrichtung für ein Gerät zur elektrischen Betäubung eines Tieres, Patent DE19782832149.
- Berührungslos betätigbarer elektronischer Schalter, Patent DE19792931880.
- Induktiver Zweidraht-Näherungsschalter, Patent DE19792915110.
- Fehlersichere Schalteinrichtung, Patent DE19873737791.